# Taarstedt
Taarstedt (dänisch: Torsted) ist eine Gemeinde im Kreis Schleswig-Flensburg in Schleswig-Holstein.

## Geografie und Verkehr
Taarstedt liegt etwa zehn Kilometer nordöstlich von Schleswig an der Loiter Au. Zu Taarstedt gehören die Ortsteile Scholderup (dän. Skolderup), Westerakeby (Ågeby) und Kiusballig (Kjusballe) sowie Wohnplätze wie Düneberg (Dynebjerg), Königstoft (Kongstoft), Kulk (abgeleitet von Kolk), Pressbroe (Prisbro), Schüby (Skovby), Stockbrück (Stokbro), Süderholz (Sønderskov) und Waldhoe. Für den Ort Akeby (Ågeby) bürgerte sich die Bezeichnung Westerakeby ein, um diesen von einem weiter östlich liegenden Akeby in der Gemeinde Boren unterscheiden zu können. Nordwestlich verläuft die Bundesstraße 201 von Schleswig nach Kappeln. Im Norden verfügt die Gemeinde mit dem Akebyer Holz (Ågeby Skov) über einen 25 km großen Bauernwald, der in das Kiuser Gehege der Nachbargemeinde Ulsnis übergeht.

## Geschichte

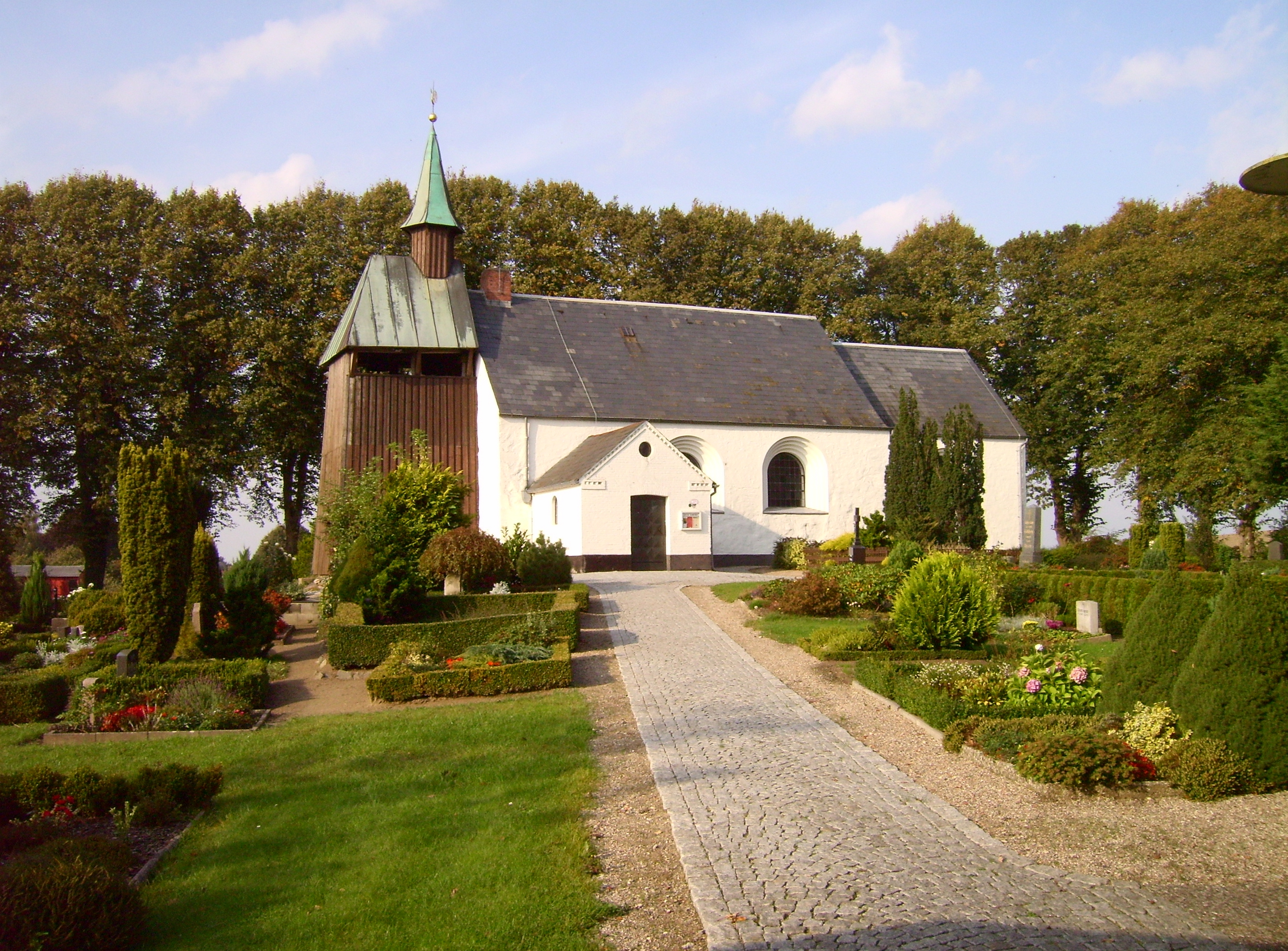
Die denkmalgeschützte St.-Annen-Kirche mit angelehntem Glockenstapel

Der Ortsname ist 1363 schriftlich dokumentiert und bezeichnet vermutlich ursprünglich die Stätte (Kultplatz) des nordischen Gottes Thor oder eines Rufnamens, der mit dem Götternamen gebildet wurde. Der Ortsname setzt sich entsprechend aus Thor (oder dem Rufnamen Thorir) und dem altdänischen Begriff für Stätte oder Wohnstätte (stath, mdän. stej, mndt. stede, ndän. sted) zusammen.
Die um 1250 errichtete St-Annen-Kirche ist eine Feldsteinkirche mit hölzernem Glockenturm.

## Politik

### Gemeindevertretung
Bei der Kommunalwahl am 14. Mai 2023 wurden insgesamt elf Sitze vergeben. Die CDU erhielt fünf Sitze, die Kommunale Wählergemeinschaft Taarstedt vier und die SPD zwei Sitze.

### Bürgermeister
Seit 2013 ist Peter Matthiesen (CDU) der amtierende Bürgermeister der Gemeinde. Er trat damit die Nachfolge von Hans-Werner Berlau (CDU) an.

### Wappen
Blasonierung: „In Grün ein schräglinker silberner Wellenbalken, überdeckt mit einem schräggestellten, gestürzten goldenen Thorshammer.“

## Wirtschaft
Die Gemeinde ist vorwiegend landwirtschaftlich geprägt.

## Sehenswürdigkeiten
In der Liste der Kulturdenkmale in Taarstedt stehen die in der Denkmalliste des Landes Schleswig-Holstein eingetragenen Kulturdenkmale.

## Persönlichkeiten
- Ole Sohn (* 1954), Autor und Politiker, Minister in Dänemark